# FC Südtirol
El Fußball Club Südtirol es un club de fútbol italiano de la ciudad de Bolzano, en Trentino-Alto Adigio. Fue fundado en 1974 y compite en la Serie B, correspondiente al segundo nivel de competición del sistema de ligas del fútbol italiano.

## Historia
Fue fundado en el año 1974 en la ciudad de Bresanona como Sport Verein Milland, del nombre de una fracción de este municipio. En 1995 cambiaron de nombre por el de F.C. Südtirol-Alto Adige; cinco años después se llamaron simplemente F.C. Südtirol y se mudaron a la ciudad de Bolzano, aunque siguieron jugando en Bresanona hasta el 2011.
El 24 de abril de 2022, los altoatesinos lograron el primer ascenso a la Serie B de su historia.

## Estadio

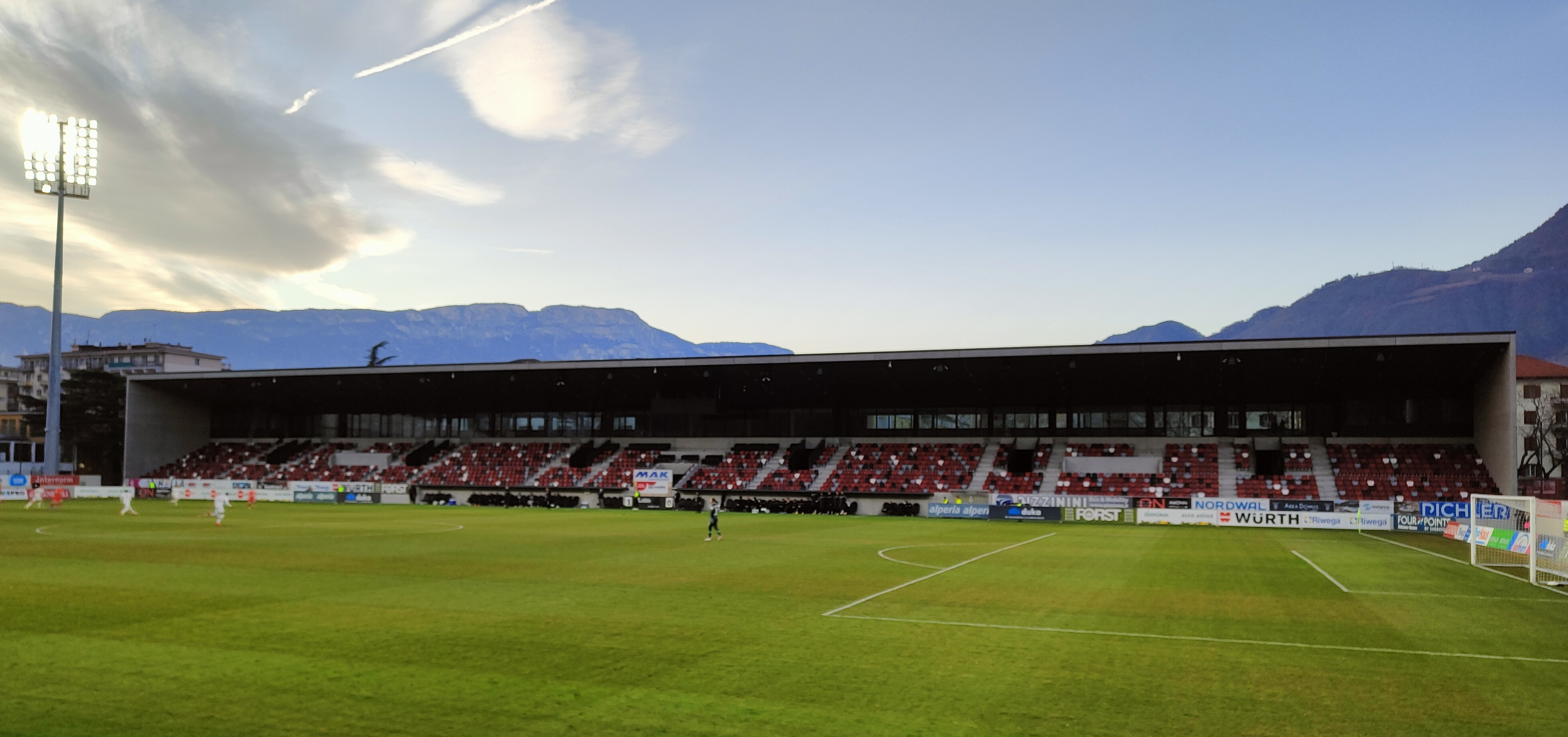
Estadio Druso.

El club sudtirolés juega sus partidos de local en el Estadio Druso de Bolzano con capacidad para 5.500 espectadores.

## Jugadores

### Jugadores con más presencias
| Jugador           | Presencias | Años en el club            |
| ----------------- | ---------- | -------------------------- |
| Hans Rudi Brugger | 368        | 1998-2011                  |
| Hannes Fink       | 257        | 2006-                      |
| Hannes Kiem       | 243        | 2002-2003; 2004-2015       |
| Fabian Tait       | 205        | 2014-                      |
| Andrea Servili    | 201        | 2002-2008                  |
| Alessandro Furlan | 194        | 2010-2017                  |
| Luca Lomi         | 169        | 1999-2003; 2004-2006; 2009 |
| Alessandro Campo  | 165        | 2009-2015                  |
| Marco Martin      | 159        | 2009-2015                  |
| Michael Cia       | 150        | 2004-2007; 2014-2018       |

Fuente

## Palmarés
Torneos nacionales 
- Serie C (1): 2021/22.
- Serie C2 (1): 2009/10.